# بورتون واتسون
بورتون واتسون (بالإنجليزية: Burton Watson)‏ هو مترجم وكاتب أمريكي، ولد في 13 يونيو 1925 في نيويورك في الولايات المتحدة، وتوفي في 1 أبريل 2017 في كاماغايا في اليابان.